# Guy-Pierre Gautier
Pour les articles homonymes, voir Gautier.
Guy-Pierre Gautier, né le 8 septembre 1924 à Saintes (Charente-Maritime) et mort le 29 décembre 2024 à La Roche-sur-Yon, est un résistant français, survivant de la déportation du camp de concentration de Dachau.

## Biographie
Fils d'un cheminot et d'une gouvernante, Guy Gautier est né le 8 septembre 1924 à Saintes.
Petit dernier de la famille, il a deux sœurs et un frère plus âgés. Il termine sa scolarité à 16 ans au collège pour rentrer dans une école technique à Nantes.

### Seconde Guerre mondiale
Hébertiste, il rencontre à la Fédération sportive et gymnique du travail (FSGT) d'autres jeunes sportifs qui comme lui refusent l'Occupation allemande.

#### Résistance
Il rentre dans la Résistance au mois de novembre 1941, dans un groupe constitué d'étudiants, et prend le pseudonyme de Henri Martial. Il participe, à cette époque à la distribution de tracts et à diverses opérations d’entraînement.

#### La Rochelle
Affecté au groupe spécial de sabotage, tout en travaillant dans une usine d'aviation, il est chargé, en février 1943, de la création d'un détachement FTPF appelé Liberté sur La Rochelle. Il s'agissait en fait, de la reconstitution du détachement initial après sa désorganisation par des arrestations massives du début 1943 provoquées par la trahison du dénommé Ferdinand Vincent qui se révélera être l'agent 156 de la Gestapo. Cette tâche accomplie, il prend le commandement de cette unité sous les ordres d’Émile Tixier,  alias Berry et est nommé lieutenant par décision du Comité militaire inter-régional. Cette unité, qui opérait dans tout le département, en liaison avec des petits groupes isolés de quatre à cinq hommes, participa à diverses opérations de sabotage et, notamment, en mai 1943 à un déraillement à 4 km de Montendre, en juin à la mise à sac du siège de Rassemblement national populaire, organisation collaborationniste et fascisante (RNP) créée en janvier 1941 par Marcel Déat, en juillet au bris de la vitrine de la Légion des volontaires français contre le bolchevisme (LVF) à La Rochelle et à l'incendie d'un dépôt de charbon, au cisaillement de lignes téléphoniques, au sabotage de 75 wagons à La Ferté, au déraillement de Corignac, etc. Il assure le transport d'éditions clandestines nationales France D'abord entre Paris et La Rochelle, ainsi que la sécurité d'officiers supérieurs F.T.P. entre Paris et La Rochelle. Il publie et distribue de nombreux tracts appelant à la lutte armée en contact permanent avec le service de renseignements et se charge de la liaison avec diverses organisations de la Résistance.

#### Arrestation
Il connaît les risques de la résistance. Le 30 septembre 1943 alors qu'il se rendait à une réunion clandestine du comité militaire des FTP avec le responsable militaire Paul Manouthon, alias « Le Landais », il échappe par miracle à une arrestation grâce à l'avertissement d'un commerçant mais il est arrêté par la Gestapo à Matha le 22 octobre 1943 et transféré et enfermé à la prison allemande de Poitiers puis condamné à 12 ans de travaux forcés par la section spéciale du Tribunal d'État. Après un passage à la prison de Niort, il est interné à la centrale d'Eysses à Villeneuve-sur-Lot en janvier 1944, il est affecté au préau 2.
Il porte le matricule 623. Costume de bure marron, il est surpris de garder ses souliers et ses cheveux. Surpris aussi de l'accueil chaleureux des 200 membres du préau 2. Il a droit avec ses amis à un discours de bienvenue de Victor Michaut. Face à cet enthousiasme, « il s'est senti à deux doigts de la libération ». « C'était presque la liberté retrouvée », se souvient-il.
Lors du meeting politique organisée dans la prison le 16 janvier 1944, il aide à peintre le portrait du général de Gaulle réalisé à partir d'un simple timbre poste. Il participe à l'écriture d'articles dans les journaux. Il rencontre un gaulliste, le docteur Weil en veste bleu clair et pantalon de velours, Henri Auzias, le délégué communiste un des douze fusillés d'Eyze, Georges Charpak et Raymond Prunières
Il évoque les débats, la diversité des personnalités et au-dessus de tout, la solidarité ô combien nécessaire des gourbis, le partage des colis, l'amitié totale, « une impression énorme ».
Lors de l'insurrection du 19 février, il est chargé de garder une entrée puis un petit groupe de surveillants et le directeur. Il est armé d'un chassepot, vieux fusil récupéré dans les bureaux, bien peu opérationnel.
Une fois dehors, il devait rejoindre un maquis de Dordogne. Grande tristesse de renoncer à la liberté, de devoir déposer les armes, de voir 50 de ses camarades pris en otages. Il revoit encore Henri Auzias descendre l'escalier du préau 2, entouré de miliciens armés, fumer sa dernière cigarette. Ça m'a serré le cœur dit-il. Le 30 mai, il est livré avec tous les autres à la 2e division Das Reich et doit abandonner à la prison ses dernières affaires.
Marche d'Eysses à Penne-d'Agenais, course les mains sur la tête, insultés et frappés par les SS dont certains alsaciens leur parlaient en français. À Penne-d'Agenais, des wagons de marchandises attendent. Chargés comme des bestiaux. Une chaleur étouffante. Les corps en sueur. Le train de déportés doit s'arrêter souvent pour laisser passer des trains prioritaires, militaires.
À Saint-Pierre-des-Corps, le train s'arrête pour que la locomotive fasse le plein d'eau. L'eau continue à couler sur le quai alors que dans les wagons les hommes meurent de soif. Insupportable supplice trois jours durant.
Sur un pont, un peu plus loin, le train s'arrête. En-dessous, des couples de jeunes se baignent sans souci. Supplice encore d'entendre l'eau et d'avoir si soif. Les excréments mêlés à la paille produisent un gaz toxique.

#### Compiègne
Arrivée à Compiègne: entassés dans des hangars, déshabillés, et habillés de vêtements rapiécés de prisonniers fusillés. Sensation terrible de porter les vêtements d'un mort.
Le jour du débarquement en Normandie, un avion anglais a survolé le camp. Il s'est dit« on va être libérés ».

#### Camp de concentration de Dachau
Mais le 18 juin, c'est le départ pour l'Allemagne. « Le train encore, les souffrances encore plus fortes. La fatigue, la répétition des événements, l'inquiétude, et cette foutue chaleur ; Quand les déportés demandaient de l'eau, les SS les insultaient. La nuit, ils léchaient la condensation due à la sueur sur la paroi des wagons. Ce n'était plus des hommes, juste des corps. On crevait de faim, on crevait de soif, pendant quatre jours et trois nuits, c'était insoutenable. On ne pensait qu'à survivre». Il a pu malgré tout écrire un petit mot sur un papier d'écolier et le jeter sur la voie. Ce mot a été transmis anonymement. Il l'a récupéré après-guerre et le conserve précieusement». Arrivée à Dachau : un village charmant, propre. Comme les autres, il ne tient pas debout. Il faut descendre les morts des wagons. Entourés de SS en armes, ils boivent l'eau dans les flaques et les caniveaux. Des enfants les insultent et leurs jettent des pierres. Entrée au camp : une inscription »le travail rend libre ». Arrivés sur la place d'appel. Enfermés dans un hangar avec des robinets. Tous boivent, complètement déshydratés. Déclinaison de son état civil, déshabillage encore, désinfection au pinceau de créosote. Matricule 73505, il n'est plus qu'un numéro sur un costume rayé, orné d'un triangle rouge des politiques ; des sous-hommes, des objets.
Les Eyssois sont alors séparés en trois blocs voisins; Guy est dans le 20.

La chaleur toujours, l'apprentissage des commandements hurlés en allemand, les coups, les punitions « un véritable dressage par la terreur», dit-il. Tout est dangereux, la menace est partout, la peur s'installe. Pour essayer de survivre dans le camp, il lui a fallu apprendre à vivre aussi avec les Polonais hostiles qui en voulaient beaucoup à la France de n'avoir rien fait lors de l'invasion de leur territoire.

Transfert à Allach, il devient esclave de BMW. Travail toute la journée, le soir la solidarité persiste, la petite portion de pain portée à ceux qui en ont le plus besoin. La nuit, entassés dans des châlits à trois niveaux, le sommeil perturbé par les alertes ou des appels interminables, par tous les temps.

#### Libération
À la Libération, le 29 avril 1945, les Américains les gardent dans le camp. Alors, pour aller chercher de quoi manger lui et d'autres de ses camarades se sont sauvés. Un fermier leur a proposé un morceau de pain et de coucher dans la paille ; pour eux, un vrai luxe. Plus tard, le général Leclerc est venu les saluer au camp a proposé de transmettre des nouvelles à leurs familles. Rapatrié en France, il a dû se reposer six mois pour récupérer.

### Après la guerre
Il a repris un travail, au ministère de la Construction, et s'est marié. Il a eu 3 enfants, 5 petits-enfants et 5 arrière-petits-enfants.
Depuis 30 ans, l'un de ses petits-fils, Tiburce voulait savoir ce qui s'était passé. Finalement, il est sorti de son long silence. Il s'est mis à raconter son secret car, selon lui « ce qui est arrivé peut arriver encore ».
Il est devenu aussi le héros d'une BD.

## Œuvre
- Ma Guerre : de La Rochelle à Dachau, en collaboration avec son petit fils le dessinateur Tiburce[15], Graphic Novel, Rue de Sèvres, Paris 2015. Oger[16]

## Décoration
- Chevalier de la Légion d'honneur[17] (8 mai 2015)